# عنيان العليا (القفر)

تعديل مصدري - تعديل

عنيان العليا محلة تابعة لقرية الشزبي، التابعة لعزلة بني سيف العالي بمديرية القفر إحدى مديريات محافظة إب في الجمهورية اليمنية، بلغ تعداد سكانها 71 حسب تعداد اليمن لعام 2004.